# Tudnodkell
A Tudnodkell egy internetes álhíroldal, amely többek között áltudományos írásokat, kattintásvadász cikkeket közöl. Üzemeltetője és szerkesztői ismeretlenek.

## Lásd még
- Mindenegyben
- Tudásfája

## Külső hivatkozások
- Álhírvadász tudásbázis Archiválva 2018. június 25-i dátummal a Wayback Machine-ben
- Megtévesztő magyar híroldalak listája 2020 – Urbanlegends.hu
- Bátorfy Attila: Meghalt Vágó István, a Tescóban porból van a saláta. Vagy nem – VS.hu
- Kamu/Átverős Oldal Listázó weblap lájkvadász oldalainak listája: Lájkgyűjtő és clickbait weboldalak